# Nirmala Joshi
Nirmala Joshi MC (ur. 23 lipca 1934 w Ranchi, Indie, zm. 23 czerwca 2015 w Kolkacie) – misjonarka, przełożona zakonu Misjonarek Miłości w latach 1997–2009.

## Życiorys
Rodzice pochodzili z Nepalu, a jej ojciec był oficerem British Army. Mimo że pochodziła z hinduskiej rodziny, naukę pobierała w chrześcijańskiej szkole w Patna. Wkrótce potem pod wpływem działalności Matki Teresy przeszła na katolicyzm.
Zdobyła tytuł magistra nauk politycznych i przeszła dodatkowe szkolenie prawnicze.
W 1976 rozwinęła kontemplacyjną gałąź działalności zakonu, którą kierowała do 1997, kiedy to po śmierci Matki Teresy objęła kierowanie całym zgromadzeniem.
26 stycznia 2009 otrzymała od rządu Indii w uznaniu za działalność na rzecz narodu Order Padma Vibhushan. 25 marca 2009 zrezygnowała z funkcji przełożonej Misjonarek Miłości ze względu na stan zdrowia i podeszły wiek, a jej następczynią została Niemka, siostra Mary Prema Pierick.